# Chômage en France

Nombre de chômeurs en France par trimestre de 1975 à 2021 en milliers.

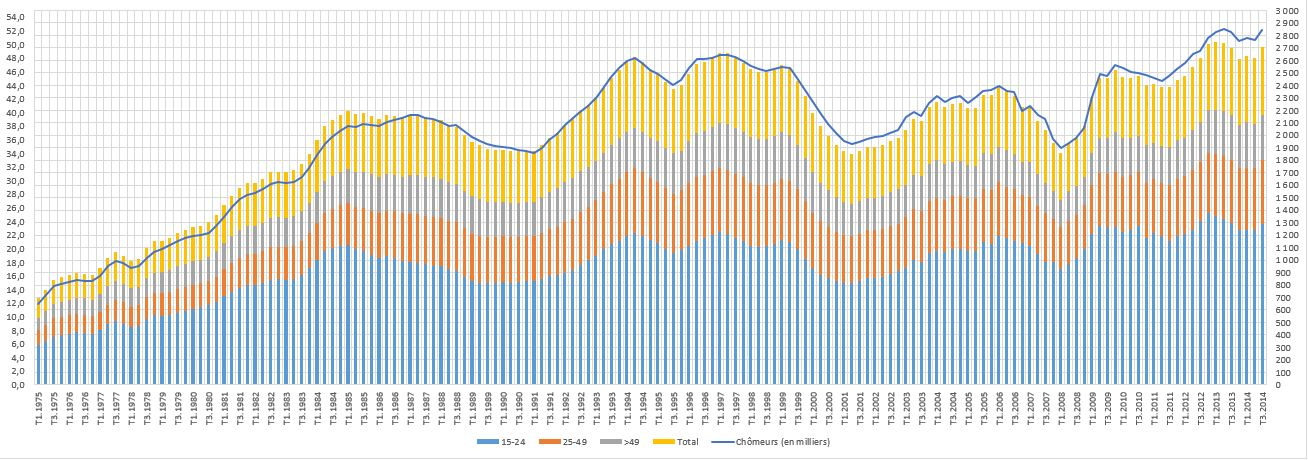
Chômage en France de 1975 à 2014 en valeur absolue et relative en fonction de différentes classes d'âges, au sens de l'Organisation internationale du travail.

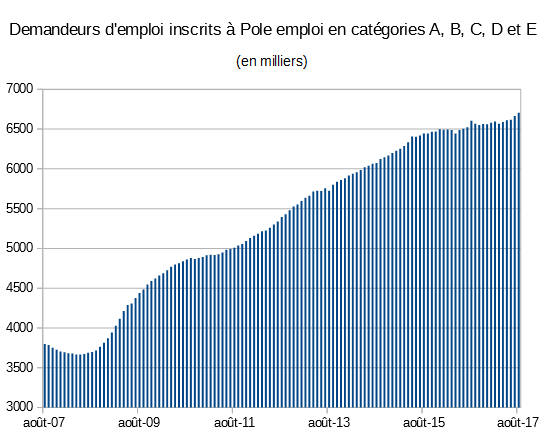
Évolution du nombre de demandeurs d'emploi selon Pôle emploi entre août 2007 et août 2017.

La France connaît un fort taux de chômage depuis les années 1970, bien que les chiffres du chômage aient commencé à augmenter dès les années 1940. Le chômage existait auparavant, mais son faible niveau n’en faisait pas un élément important des débats de société et de la vie économique du pays.
Avec les chocs pétroliers des années 1970, qui coïncidèrent avec la fin du rattrapage économique vis-à-vis des États-Unis (période des Trente Glorieuses), le chômage reste à un niveau élevé jusqu’au milieu des années 2010 — autour de 10 %.

## Définition du chômage en France
La classification d'un individu comme chômeur varie selon les définitions utilisées. Un chômeur est généralement un individu qui appartient à la population active, qui n’a pas d’emploi et qui en cherche un activement.
Cette définition, qui est celle de l’Organisation internationale du travail, est assez floue et sujette à des variations dans son interprétation. En novembre 2007, l'Insee a fait évoluer sa méthodologie pour coller à l'interprétation d'Eurostat. Est « chômeur » une personne en âge de travailler (15 ans ou plus) qui est :
- sans emploi (ne pas avoir travaillé, même une heure, pendant une semaine de référence) ;
- à la recherche active d'un emploi ;
- disponible dans les quinze jours.

Une seconde définition du chômage existe, celle de Pôle emploi : est un « demandeur d'emploi », un chômeur qui, en France, est inscrit à Pôle emploi. Les chiffres du chômage généralement publiés et communiqués dans les médias ou la sphère politiques sont en fait des estimations produites par l'INSEE, qui ne sont pas les chiffres de pôle emploi  et peuvent être inférieures de plus d'un million de personnes.
Ces différentes définitions impliquent que les mesures du chômage varient d’une statistique à l’autre selon les pays, les méthodes ou les organismes comptabilisateurs. Ainsi, en France, des personnes au chômage non inscrites à Pôle emploi seront recensées par l'OIT. Inversement, les demandeurs d’emplois exerçant une activité inférieure à 78 heures par mois peuvent être comptabilisés par Pôle emploi s’ils remplissent les autres critères.
| Chômeurs au sens du BIT (2 591) |                                                      |                                                            |                                                             |
| non inscrits à Pôle emploi (66) | inscrits et cherchant un emploi, catégorie A (2 525) | Inscrits occupés à temps partiel, catégories B et C (1110) | Inscrits ne cherchant pas d’emploi, catégories D et E (463) |
|                                 | Inscrits à Pôle emploi (4098)                        |                                                            |                                                             |

## Taux d'emploi et chômage

Taux d'emploi par tranche d'âge en France métropolitaine de 1975 à 2015.

Le taux de chômage ne tient pas compte des personnes qui ne se revendiquent pas à la recherche d'un emploi : jusqu'à fin 2008, Pôle emploi dispensait souvent les plus de 55 ans de recherche d'emploi, les faisant ainsi disparaître des statistiques du chômage ; de même, les étudiants de plus de 15 ans ne sont pas comptabilisés dans les chercheurs d'emploi. Un autre indicateur est donc défini par les différents organismes de statistiques : le taux d'emploi en équivalent temps pleins. Cet indicateur donne le nombre d'emplois en équivalent temps plein disponibles pour la population, ainsi que la répartition des emplois : par sexe ou par tranche d'âge par exemple. Il est également publié trimestriellement par l'Insee.
Au bilan de l'année 2014, l'Insee annonce la destruction, en France, de 74 000 emplois.
En 2021, la France compte treize fois plus de chômeurs que d’emplois vacants.

## Catégorisation des inscrits à Pôle emploi

Taux de chômage par tranche d'âge de 1996 à 2017.

Taux de chômage par sexe de 1996 à 2017.

Nombre de demandeurs d'emploi en France de catégories A, B et C de 1996 à 2017.

Nombre de demandeurs d'emploi en France métropolitaine par catégorie de 1996 à 2017.

Pôle emploi distingue 5 catégories d'inscrits selon que la personne recherche activement ou non un emploi et selon le temps de travail qu'elle a effectué durant le mois précédent :
- catégorie A : demandeurs d'emploi tenus de faire des actes positifs de recherche d'emploi, sans emploi ;
- catégorie B : demandeurs d'emploi tenus de faire des actes positifs de recherche d'emploi, ayant exercé une activité réduite courte (ex. de 78 heures ou moins au cours du mois) ;
- catégorie C : demandeurs d'emploi tenus de faire des actes positifs de recherche d'emploi, ayant exercé une activité réduite longue (ex. de plus de 78 heures au cours du mois) ;
- catégorie D : demandeurs d'emploi non tenus de faire des actes positifs de recherche d'emploi (en raison d’un stage, d’une formation, d’une maladie…), sans emploi ;
- catégorie E : demandeurs d'emploi non tenus de faire des actes positifs de recherche d'emploi, en emploi (par exemple : bénéficiaires de contrats aidés).

### Les chiffres annoncés par les responsables politiques et la presse
Il peut arriver que les ministres annoncent les chiffres du chômage en utilisant les catégories qui sont les plus favorables. La Ministre du travail Martine Aubry obtient ainsi en 1991 que la présentation des chiffres du chômage mobilisent les chiffres de l'Agence nationale pour l'emploi mais également ceux du Bureau international du travail, qui, comptabilisant comme non-chômeur ceux qui ont eu une activité, même très réduite, au cours de l'année, font apparaître un chômage inférieur de 400 000 aux chiffres de l'ANPE.
Par exemple, si le chômage augmente un peu sur l'ensemble des catégories, mais diminue sur la seule catégorie A, la ministre de l'emploi annoncera que le chômage baisse, ce qui est faux,. Les chiffres diffusés ne tiennent parfois pas compte des Français d'outre-mer.

## Statistiques du chômage

Taux de chômage au sens de l'OIT et de l'Insee par sexe de 1975 à 2009.

L'Insee publie des chiffres du chômage par trimestre, et non pas pour chaque mois, pour éviter les erreurs de mesure trop importantes.
En parallèle, Pôle emploi publie le nombre d’inscrits dans chaque catégorie sur une base mensuelle ; ces statistiques n'entrent pas dans le calcul du chômage, qui est mesuré par l'enquête Emploi de l'Insee. Les estimations de l'Insee, qui sont inscrites dans les comptes de la nation et font référence, sont basées sur une enquête emploi, qui est « rebasée » chaque année.
L'indicateur de Pôle emploi fournit le chiffre des demandeurs d’emplois en fin de mois (DEFM), pour les différentes catégories.
Près de 10 % des inscrits à Pôle emploi en catégorie A, soit plus de 200 000 personnes, n'apparaissent pas dans les statistiques publiées par l'Insee en 2019.

### Données statistiques des demandeurs d'emploi
Statistiques mensuelles de Pôle emploi (Dares) du nombre de demandeurs d'emploi de catégorie A, sans activité, en France métropolitaine, :
- décembre 2000 : 2 682 100
- décembre 2005 : 2 774 900
- décembre 2010 : 2 910 000
- décembre 2015 : 3 590 600, +15 800, +0,4 %[14]
- janvier 2016 : 3 552 000, −27 700, -0,8 %[15]
- février 2016 : 3 591 000, +38 400, +1,1 %[16]
- mars 2016 : 3 531 000, −60 000, -1,7 %[17],[18],[19]
- avril 2016 : 3 511 100, −19 900, 0,6 %[20]
- mai 2016 : 3 520 300, +9 200, 0,3 %[21]
- juin 2016 : 3 525 700, +5 400, +0,2 %[22]
- juillet 2016 : 3 506 600, −19 100, -0,5 %[23]
- août 2016 : 3 556 800, +50 200, +1,4 %[24]
- septembre 2016 : 3 490 500, −66 300, -1,9 %[25]
- octobre 2016 : 3 478 800, −11 700, -0,3 %[26]
- novembre 2016 : 3 447 000, −31 800, -0,9 %[27]
- novembre 2017 : 3 454 100, −29 500, -0,8 %[28]

#### 2015-2017 catégories A, B et C
Si l'on tient compte des catégories A, B et C, les chômeurs sont 5 400 000 en décembre 2015 et décembre 2016, et 5 600 000 en décembre 2017, soit une augmentation de près de 3,6 % du chômage en 2017.

### Disparités régionales
La mesure du chômage au niveau régional fait apparaître de fortes disparités. Au premier trimestre 2021, la prise en compte des départements d'outre-mer dans le calcul du taux de chômage de la France fait passer le taux de 7,8 % (France métropolitaine) à 8,1 %.
D'après l'Insee, les cinq régions de France métropolitaine où le taux de chômage est le plus faible (en moyenne trimestrielle - données CVS) sont au troisième trimestre 2021 (avec la différence par rapport à la moyenne métropolitaine) :
- Bretagne : 6,5% (-1,4 %)
- Pays de la Loire : 6,7 % (-1,2 %)
- Bourgogne-Franche-Comté : 6,8 % (-1,1 %)
- Auvergne-Rhône-Alpes : 7,0 % (-0,9 %)
- Corse : 7,2 % (-0,7 %)

Les cinq régions de France métropolitaine où le taux de chômage est le plus élevé (en moyenne trimestrielle - données CVS) sont au troisième trimestre 2021 (avec la différence par rapport à la moyenne métropolitaine) :
- Hauts-de-France : 9,7 % (+1,8 %)
- Occitanie : 9,5 % (+1,6 %)
- Provence-Alpes-Côte d'Azur : 9,1 % (+1,2 %)
- Grand Est : 7,9 % (0,0 %)
- Normandie : 7,8 % (-0,1 %)

Dans les départements et régions d'outre-mer, le taux de chômage s'élève à 27,8 % à Mayotte, 18,4 % à La Réunion, 16,2 % en Guadeloupe, 17,7 % en Guyane et 13,2 % en Martinique.

### Taux de chômage de la population immigrée
Selon l'Insee et la Dares, la population active immigrée en France représente, en 2012, 2 892 150 personnes, la population active (plus de 18 ans) ayant un ou deux parents immigrés représente 3 174 430 personnes. La population immigrée est confrontée à un taux de chômage de l'ordre de 17,14 %, qui selon les sources est égal ou plus important pour les enfants d'immigrés.

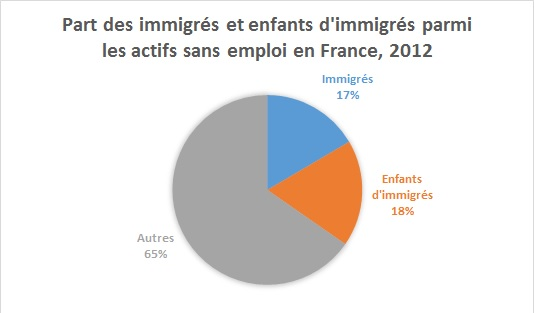
Proportion d'immigrés et enfants d'immigrés au sein de la population active sans emploi en France, 2012.

| Origine                    | Immigrés  | Enfants d'immigrés (1 ou 2 parents) |
| UE                         | 1 272 450 | 2 690 000                           |
| -------------------------- | --------- | ----------------------------------- |
| Espagne                    | 136 210   | 580 000                             |
| Italie                     | 148 990   | 880 000                             |
| Portugal                   | 517 090   | 450 000                             |
| Autre UE 27                | 470 160   | 780 000                             |
| Hors UE                    | 3 006 890 | 1 800 000                           |
| Autre Europe               | 161 280   | 160 000                             |
| Algérie                    | 556 140   | 640 000                             |
| Maroc                      | 568 980   | 310 000                             |
| Tunisie                    | 207 460   | 180 000                             |
| Autre Afrique              | 602 100   | 200 000                             |
| Turquie                    | 215 100   | 80 000                              |
| Cambodge, Laos, Viêt Nam   | 140 180   | 90 000                              |
| Autre Asie                 | 315 950   | 80 000                              |
| Amérique Océanie           | 239 700   | 60 000                              |
| Total en âge de travailler | 4 279 340 | 4 490 000                           |
| Dont nombre d'inactifs     | 1 387 190 | 1 315 570                           |
| Dont nombre d'actifs       | 2 892 150 | 3 174 430                           |
| Dont sans emploi           | 506 126   | 555 525                             |

Source gouvernementale,#FFAAA5
Pour des raisons techniques, il est temporairement impossible d'afficher le graphique qui aurait dû être présenté ici.

### Critiques de la mesure du taux de chômage
En 2007, les statistiques concernant le chômage en France ont fait l'objet de débats, du fait d'une différence plus importante que d'habitude entre deux sources d'informations : les statistiques de l'ANPE et celle de l'enquête emploi de l'Insee. L'Insee a par la suite, au cours de l'été 2007, amélioré sa méthodologie concernant l'enquête emploi. Les principaux autres organismes de mesure (Eurostat, les banques privées, certains collectifs) ne contestent pas la baisse du chômage depuis 2005. Seule l'ampleur de cette baisse n'est pas estimée avec précision, variant de 1 à 2 points en 2006 et 2007, sur la base des 10 % des années 2004 et 2005. Une étude de l'IGF en septembre 2007 a résumé les raisons des divergences entre les deux sources d'information et a listé les voies d'amélioration[réf. nécessaire].

Taux de chômage par âge au sens de l'Insee de 1995 au deuxième trimestre 2018.

Selon l'Office statistique des Communautés européennes Eurostat, avec un taux d'emploi de 38,1 % pour les 55-64 ans en 2006, la France reste très en dessous de la moyenne de l’Union européenne (UE) (43,5 %). Un objectif de 50 % en 2010 a été fixé par l'UE, qui a également a listé les voies d'amélioration.
Plus généralement, les organisations de chômeurs et certains partis de gauche contestent régulièrement la pertinence de ces chiffres. Alors que les chiffres officiels recensaient entre 2,4 et 3,9 millions de chômeurs selon les catégories en mars 2009, le Comité national de lutte et de défense des chômeurs CGT parle de 5 millions en réalité,.
En décembre 2009, Pôle emploi totalise 4,688 millions d'inscrits au chômage toutes catégories confondus et la CGT recense 325 000 chômeurs de plus de 57 ans qui, étant « dispensés de recherche d'emploi », ne figurent dans aucune catégorie.
En décembre 2012, chiffres de l'Insee et de la Dares à l'appui, Le Parisien publie un article intitulé « Le chiffre noir des chômeurs invisibles ». Le nombre officiel du chômage y est opposé au nombre officieux. Quand le gouvernement parle de 3 103 300 de chômeurs, il s'agit seulement de ceux de la catégorie A. Avec prise en compte de l'ensemble des catégories (chômeurs d'outre-mer, en activité réduite, en formation, en contrats aidés…), on atteint 5 581 800 chômeurs. À cela s'ajoutent les « chômeurs invisibles », à savoir les 1 300 000 au RSA, les 1 500 000 en temps partiel subi (cumulant plusieurs contrats précaires mais à la recherche d'une CDI) et les 830 000 « découragés » (ne s'inscrivant plus à Pôle emploi car en fin de droits, etc.) ; on arrive ainsi à un total de 9 211 800 travailleurs au chômage en octobre 2012. Cette analyse a été retransmise notamment par France Info. En 2017, Le Figaro prenant en compte les personnes inactives ne remplissant pas les conditions pour être considérées comme des chômeurs et les travailleurs à temps partiel, avance que « 18 % des Français sont chômeurs, en sous-emploi ou découragés de chercher un poste »
Bernard Friot soulève le problème de la compréhension par le grand public des définitions des termes « chômage », « actif », « taux d'emploi ». Il pense que les hommes politiques profitent de cette confusion pour manipuler l'opinion. Il souligne en particulier le fait que le taux de chômage est relatif aux actifs et non à la totalité de la population. Chez les jeunes, par exemple, il y a 40 % d'actifs, dont 25 % au chômage. Le taux d'emploi des jeunes est de 30 %. Il montre donc que le taux de chômage des jeunes rapporté à la totalité des jeunes est de 10 %, ce qui est peu différent du reste de la population. Il pense donc que les hommes politiques agitent le taux de 25 % afin de justifier une diminution des salaires (par exemple en créant les emplois jeune), ce qu'ils ne pourraient faire s'ils donnaient le chiffre de 10 %, pourcentage qui inclut les étudiants qui ne sont pas à la recherche d'un emploi.

### 14 000 mortspar an
Selon une étude de la revue International Archives of Occupational and Environmental Health, publiée en décembre 2014, la mortalité des chômeurs est trois fois supérieure à celle des travailleurs, ce qui représente 14 000 morts par an en France. Cette surmortalité s'expliquerait par des conditions sociales et de santé qui poussent au suicide et provoquent des maladies cardiovasculaires (risques plus élevés de 80 %). Le chercheur à l'INSERM Pierre Meneton a fait une longue étude déterminant environ 14 000 décès dus au chômage. « On a imposé de rouler à 80 km/h pour éviter 400 morts par an — c'est très bien —, mais là on parle de 10 000 à 15 000 morts par an ! Et qu'est-ce qu'on fait ? », tempête en septembre 2018 Michel Debout, professeur de médecine légale et psychiatre, auteur du livre Le Traumatisme du chômage. Il ajoute qu'en trois ans, « l'Inspection générale des affaires sociales n'a rien fait ».

## Indemnisation des demandeurs d'emplois
En 2019, sur 6,3 millions de demandeurs d’emplois, 2,6 millions sont indemnisés, soit un peu moins de 40 %. Le montant moyen des indemnités est d'environ 1000 euros par mois. La moitié des personnes indemnisées – 1,3 million de personnes – reçoivent moins de 860 euros par mois, soit un revenu inférieur au seuil de pauvreté. La réforme de l’assurance chômage, entrée en vigueur en novembre 2019, entraine une forte chute du nombre de personnes indemnisées, qui passe de 2,6 millions à 1,3 million. En outre, à partir d'avril 2020, le montant moyen des indemnités sera diminué.
L’Observatoire des inégalités relève que « l’immense majorité des chômeurs ne perçoit pas grand-chose. Ils ne s’en sortent qu’avec le soutien d’autres allocations ou de proches ». Les réformes gouvernementales visant à permettre à l’État de faire des économies sont contestées par certaines associations. Selon l’association Agir ensemble contre le chômage : « Derrière toutes ces réformes, il y a des conséquences humaines très graves, porte-parole de Les gens ne peuvent plus payer leur loyer, ni leur facture d’énergie. Encore moins manger. On va bientôt pouvoir travailler un jour par mois et ne plus être considéré comme chômeur. Les gens n’arriveront pas à vivre ».

## Chômage et entrée-sortie d'emploi
Chaque mois, les emplois supprimés et créés se comptent en centaines de milliers, la majorité étant des emplois de courte durée (CDD, intérim) : au troisième trimestre 2007, l'ANPE avait enregistré près de 950 000 offres d'emplois, dont environ 300 000 CDI.
Selon le directeur de l'APEC, les entreprises ferment leurs portes aux chômeurs de 55 ans ou plus. Les conditions d'indemnisation ne changent rien à la situation du chômage des séniors tant que le « fonctionnement du marché du travail » n'évolue pas,.

## Chômeurs de longue durée
Les demandeurs d'emploi de longue durée (un an ou plus) représentent de façon stable plus de 40 % du nombre total de chômeurs.
Leur nombre absolu est en forte augmentation depuis 2008. Il était évalué à 1 270 000 au quatrième trimestre 2009 contre 947 000 au troisième trimestre 2009 et contre 760 000 au troisième trimestre 2008, soit en hausse de 40 % sur 15 mois, selon l'Insee,. En août 2012, les chiffres officiels s'établissent désormais à 1 700 000 inscrits à Pôle emploi comme chômeurs depuis plus d'un an (catégories A, B et C), dont 468 500 chômeurs depuis plus de trois ans.
L'ancienneté moyenne au chômage ne cesse globalement d'augmenter. En août 2015, il bat un nouveau record avec une moyenne de 562 jours.
Le 10 septembre 2020, Élisabeth Borne, la ministre du Travail a annoncé que l'accord partiel d'activité à long terme serait maintenu jusqu'à l'été prochain. En outre, il était prévu que l'indemnisation des entreprises soit une compensation versée au salarié de 85% à 80% au 1er octobre.

## Chômeurs en fin de droit
La convention d'assurance-chômage entrée en vigueur en avril 2009 ouvre l'accès à l'indemnisation dès le 122e jour de cotisation (soit après 4 mois de travail contre 6 mois précédemment); la durée d'indemnisation est égale à la durée d'affiliation.

### Motifs de radiation de la liste des demandeurs d'emploi
- Absence d'actes répétés pour trouver un emploi, créer ou reprendre une entreprise
- Refus d'une formation ou aide à la recherche d'emploi dans le cadre du PPAE
- Refus d'une proposition d'un contrat d'apprentissage ou de professionnalisation
- Refus d'une offre de contrat aidé ou d'insertion
- Deuxième refus d'une offre « raisonnable d'emploi »
- Refus d'établir ou de mettre à jour le PPAE
- Absence à convocation ou à une visite médicale
- Fausse déclaration mensuelle de situation[63]

## Niveau du chômage en France par rapport aux autres pays
Le taux de chômage en France se situe dans la moyenne communautaire, mais au-dessus des autres grandes économies européennes comme l'Allemagne ou le Royaume-Uni. Le niveau du SMIC est perçu par certains économistes comme une des causes principales du nombre important de chômeurs en France. Selon eux, il empêcherait la création d’emploi pour les personnes les moins qualifiées, dont la productivité est inférieure au coût pour l’employeur. Par ailleurs, il ne permettrait pas de lutter contre la pauvreté en France, puisqu’en détruisant de l’emploi, il aboutit à augmenter le nombre de chômeurs et de RMIstes. À l'opposé de ces thèses libérales, d'autres économistes proposent la réduction du temps de travail et la diminution de la productivité comme moyen de résoudre le chômage, en particulier dans le cas des emplois non délocalisables. Ce débat est éminemment politique.
Le chômage français a plusieurs spécificités : la forte progression du chômage de longue durée ; la forte dégradation de l'emploi industriel. Le dualisme du marché du travail (emplois précaires contre CDI) amplifie l'ajustement de l'offre et la demande d'emploi. En effet, en période de crise, les entreprises se défont d'abord des emplois les moins bien protégés (stagiaires, intérimaires, contrats à durée déterminée…).

## Mesures gouvernementales contre le chômage

### Différentes formes d'action
Avec la hausse sensible du nombre de chômeurs au début des années 1970, l'État est intervenu, directement (lui-même) ou indirectement (par l'intermédiaire d'autres agents, notamment les collectivités territoriales) de façon croissante « contre le chômage ». La cible de l'action comme les moyens ont été très divers : action globale ou pour une sous-population considérée comme particulièrement touchée (les « jeunes », les seniors, les non-diplômés, les chômeurs de longue durée, etc.), mesures basées sur toutes sortes d'idées parfois contradictoires :
- interdire ou tout au moins rendre difficile les licenciements, par des mesures réglementaires (autorisations administratives de licenciement) ; plus généralement, accroître les interventions administratives ou judiciaires dans l'espoir d’accroître le contrôle du phénomène ;
- inversement, rendre les licenciements moins complexes, réduire l’incertitude judiciaire – qui dure parfois plusieurs années – pour encourager la création d'emplois, ou plus généralement réduire les interventions administratives ou judiciaires dans l'espoir de réduire les contraintes pesant sur la création d’emplois. (cf. par exemple le CNE) ;
- encourager les embauches, en subventionnant (ou, ce qui revient financièrement au même, en exonérant de certaines contributions) des employeurs (emplois aidés) ; là encore, la population d'employeurs visée étant très diverse (les entreprises, les particuliers à domicile, les administrations publiques et les collectivités territoriales, le « secteur associatif », etc.), les mesures adoptées le sont également ;
- réaliser un « partage du travail », notamment par la politique des préretraites (supposée transférer des emplois des séniors vers les jeunes), la pénalisation des heures supplémentaires, et le passage de la durée légale à 35 heures ;
- engager des « politiques de relance », avec hausse des salaires par l'intermédiaire du SMIC supposées stimuler la production et donc la demande de travail ;
- engager des politiques de « restauration de la compétitivité économique », avec un gel de certains salaires, le temps que la compétitivité-prix vis-à-vis des autres pays soit rétablie.
- agir sur les créations d'entreprise, notamment par des chômeurs ; favoriser l'installation d'entreprises étrangères
- agir sur les disparitions d'entreprises ;
- dispenser des formations supposées donner à des chômeurs la possibilité d'exercer des métiers où il existe des pénuries ;
- réduction ou annulation des cotisations sociales sur les bas salaires, qui, en présence d’un SMIC trop élevé, portaient le coût de la main-d'œuvre à un niveau beaucoup trop élevé et jouaient comme un frein à l’embauche des travailleurs les moins productifs ;
- durcir et multiplier les contrôles des chômeurs, afin d'en radier le plus possible et faire ainsi baisser les chiffres du chômage ;
- multiplier les formations pour ne plus compter les inscrits à Pôle emploi dans les catégories A, B, C ;
- multiplier les contrats précaires pour ne plus compter les inscrits à Pôle emploi dans les catégories A, B, C.

Par ailleurs, les gouvernements successifs ont mené un « traitement social » du chômage :
- adoucir la condition des chômeurs, par diverses mesures sociales, pour rendre la situation de chômeur plus supportable (prime de Noël, réduction des coûts d'entrée dans les musées et les équipements sportifs…).

### Historique
L’Agence nationale pour l'emploi (ANPE) est créée en 1967.
Les emplois-jeunes sont mis en place sous le gouvernement Lionel Jospin, ainsi que la réduction de la durée du travail hebdomadaire à 35 heures ; l'aide à la création ou à la reprise d'entreprise (ACRE), le soutien apporté par les gouvernements Raffarin et Villepin aux « services à la personne » (économie domestique), notamment via le plan Borloo ayant créé les chèques emploi service universel, des réformes du contrat de travail (tentatives de Dominique de Villepin d'instaurer le CPE après le CNE…). La Prime pour l'emploi vise également à réduire le chômage.
Depuis les années 2000, les gouvernements favorisent le retour à l’emploi des chômeurs volontaires en augmentant les gains du travail : prime pour l'emploi (PPE), revenu de solidarité active (RSA).
La gauche et la droite divergent en partie dans leurs réponses apportées au chômage : la droite préfère en général favoriser l'offre (notamment par une augmentation de la flexibilité, laquelle permettrait aux entreprises d'embaucher plus), tandis que la gauche préfère d'ordinaire les politiques de la demande, et la réduction du temps de travail (dans l'idée de partager le travail au sein de la société), ou le soutien à certaines catégories dites précaires. Toutefois, cette idée générale a de nombreuses exceptions, des gouvernements d'un bord proposant et mettant en œuvre parfois des politiques qu'on attendrait de l'autre.